# White Box Enterprise Linux
White Box Enterprise Linux a fost o distribuție gratuită de Linux bazată pe Red Hat Enterprise. Ultima versiune a fost lansată în 2007.